# Terremoto de Acarí de 2013
El terremoto del sur del Perú de 2013 o terremoto de Arequipa de 2013 fue un terremoto de veinte etapas que ocurrió el 25 de septiembre de 2013 a las 11:42 a. m. (UTC-5) (16:42 UTC) se produjo un sismo de magnitud 7.0 con epicentro a 86 kilómetros al sursudoeste del distrito de Acarí, provincia de Caravelí, Región Arequipa, Perú.

## Intensidades
La máxima intensidad fue evaluada de grado VI en la escala de Mercalli Modificada para las localidades de Acarí, Atiquipa, Chala y Yauca. Percibido de grado V en Paucar del Sara Sara y Palca (Ayacucho), Caravelí y Cotahuasi (Arequipa); grado IV en Nasca, Ocoña y Camaná; grado III en Pisco, Ica, Antabamba (Apurímac), Huambo, Quilca, Mollendo y Arequipa; grado II en Lima, Cusco y Tacna.

## Daños
En la localidad de Yauca, colapsaron 10 viviendas de adobe y otras 180 con fisuras en muros. En Acarí, muchas viviendas sufrieron rajaduras en sus muros, un colegio resultó seriamente afectado. En Chala, también se reportaron rajaduras, además de rupturas de vidrios. Se produjeron además deslizamientos en carreteras.

## Tsunami
Este sismo generó un "tsunami centrimétrico" debido principalmente al tamaño del sismo. En la estación mareográfica de San Juan de Marcona, Ica se registró 10 cm de amplitud de las olas.